# 八咫鏡

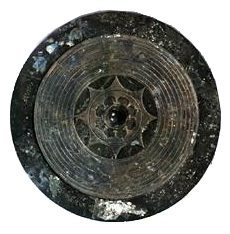
藝術家對於八咫鏡的描繪。

八咫鏡（日语：／ Yata no Kagami）是日本神話中的三神器之一，《日本書紀》名作「真經津鏡」。根據神道，八咫鏡代表「正直」。八咫鏡直譯的意思是「八手鏡」。一般認為八咫鏡放於日本三重縣的伊勢神宮裏。
根據日本神話，由於素戔嗚尊大鬧高天原，天照大神非常憤慨便躲進天岩戶裏，導致天地間墮入黑暗，諸神為了誘出天照大神製造了八咫鏡掛於天岩戶前，並讓諸神一起跳舞（即日本的祭祀舞蹈「神樂」），天照大神听到外面人声喧闹十分好奇便從洞中探出身來想要看个究竟，並看到照映自身的八咫鏡而感興趣，此時外面诸神趁机把天照大神拉了出来，天地間又再次充滿日光。
八咫鏡在日本也作为法官的徽章圖樣，象徵司法裁判的公正性。

## 另見
- 八咫烏

## 資料來源
1. ↑  .   [2009-06-08]. （原始内容存档于2012-08-04）.
2. ↑  .   [2009-06-08]. （原始内容存档于2010-09-29）.